# Drusenstaat

Flagge des Drusenstaates

Völkerbundsmandat für Syrien und den Libanon, Drusenstaat in Blau.

Der Drusenstaat (französisch État de la Montagne Druze, arabisch دولة جبل الدروز, DMG Daulat Ǧabal ad-Durūz), französische Kurzform auch Djébel druze, war von 1921 bis 1936 ein autonomer Staat innerhalb des Französischen Mandats für Syrien und Libanon, ausgerufen um als Regierung für die lokale Drusenbevölkerung unter französischer Oberaufsicht zu dienen.
Die Hauptstadt des Drusenstaates war As-Suwaida, die Amtssprache war Französisch.

## Namensgebung
Am 4. März 1922 wurde das Territorium als Staat Suwaida (französisch État du Souaida) ausgerufen, nach ihrer Hauptstadt As-Suwaida.
1927 wurde der Staat in Drusenstaat oder Djébel druze (wörtlich „Gebirge der Drusen“) umbenannt. Der Name kommt daher vom Gebirge Dschebel ad-Duruz.

## Geschichte

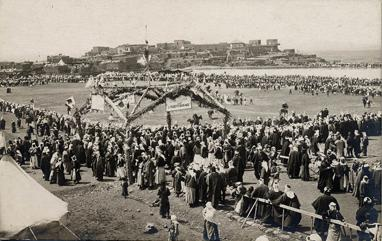
Drusen feiern ihre Unabhängigkeit im Jahre 1925

Der Drusenstaat wurde am 1. Mai 1921 auf dem Territorium der Vilayets Beirut und Syrien des ehemaligen Osmanischen Reiches etabliert, während andere religiös definierte Entitäten in anderen Teilen des heutigen Syriens eingerichtet wurden, so der Alawitenstaat in der Region Latakia. Der Drusenstaat war Heimat von weit über 50.000 arabischen Drusen. Es war seit dem Ende des Drusenemirats 1841 die erste und bis heute einzig verbliebene autonome Gebietskörperschaft, welche von arabischen Drusen regiert wurde. Die Syrische Revolution von 1925 begann in der Region des Drusenstaates unter der Führerschaft von Sultan al-Atrache und breitete sich nach Damaskus und in andere nicht von Drusen bevölkerte Areale außerhalb der Region des Drusenstaates aus. Proteste gegen die Teilung des syrischen Territoriums in Einzelstaaten waren ein Hauptthema des syrischen antikolonialistischen Nationalismus, welcher schließlich den Sieg zur Vereinigung des gesamten französischen Mandatsgebietes – mit Ausnahme Libanons und Alexandrettes als Staat Hatay, welche unabhängig wurden – gewann. Als ein Ergebnis des nationalistischen Drucks zur Errichtung eines Großsyriens hörte nach der Unterzeichnung des Franko-Syrischen Unabhängigkeitsvertrages von 1936 der Drusenstaat auf, als unabhängige Einheit zu existieren, und wurde in Syrien eingegliedert.

## Gouverneure
- Amir Salim Pascha al-Atrasch (1. Mai 1921 – 15. September 1923)
- Trenga (vorläufig) (September 1923 – 6. März 1924)
- Gabriel Marie Victor Carbillet (6. März 1924 – 14. Oktober 1925), vorläufig zum 1. Oktober 1924
- Sultan Pacha al-Atrache (18. Juli 1925 – 1. Juni 1927), Staatschef; in Dissidenz
- Charles Andréa (15. Oktober 1925 – 1927)
- Marie Joseph Léon Augustin Henry (1927)
- Abel Jean Ernest Clément-Grancourt (1927 – 1932)
- Raymond Massiet (3. Februar 1932 – 28. Januar 1934)
- Devicq (1934 – 1935)
- Pierre François Joseph Tarrit (1935 – 2. Dezember 1936)